# Aritz Arambarri
Aritz Arambarri Murua (Azcoitia, Guipúzcoa, 31 de enero de 1998) es un futbolista español que juega como defensa en la S. D. Eibar de la Segunda División de España.

## Trayectoria
Nacido en Azcoitia, Guipúzcoa, País Vasco, Arambarri se formó en la cantera de la Real Sociedad al que llegó en 2011 para formar parte del equipo infantil de la Real, avanzando desde entonces categoría a categoría. En 2018 fue asignado a Real Sociedad de Fútbol "B" en Segunda División B.
El 1 de noviembre de 2020 debutó en la Primera División de España ante el Celta de Vigo con victoria por un gol a cuatro.
El 22 de junio de 2023 el C. D. Leganés hizo oficial su fichaje por dos temporadas. En la primera de ellas ayudó al equipo a conseguir el ascenso a Primera División, categoría en la que jugó dos encuentros antes de ser traspasado a la S. D. Eibar el 29 de agosto de 2024.

## Clubes
| Club              | País   | Año       | Partidos (goles) |
| ----------------- | ------ | --------- | ---------------- |
| Real Sociedad "B" | España | 2018-2023 | 120 (4)          |
| Real Sociedad     | España | 2020-2023 | 4 (0)            |
| C. D. Leganés     | España | 2023-2024 | 28 (0)           |
| S. D. Eibar       | España | 2024-     | 33 (0)           |

## Palmarés

### Campeonatos nacionales
| Título           | Club          | País   | Año  |
| ---------------- | ------------- | ------ | ---- |
| Segunda División | C. D. Leganés | España | 2024 |